# Assia Granatouroff

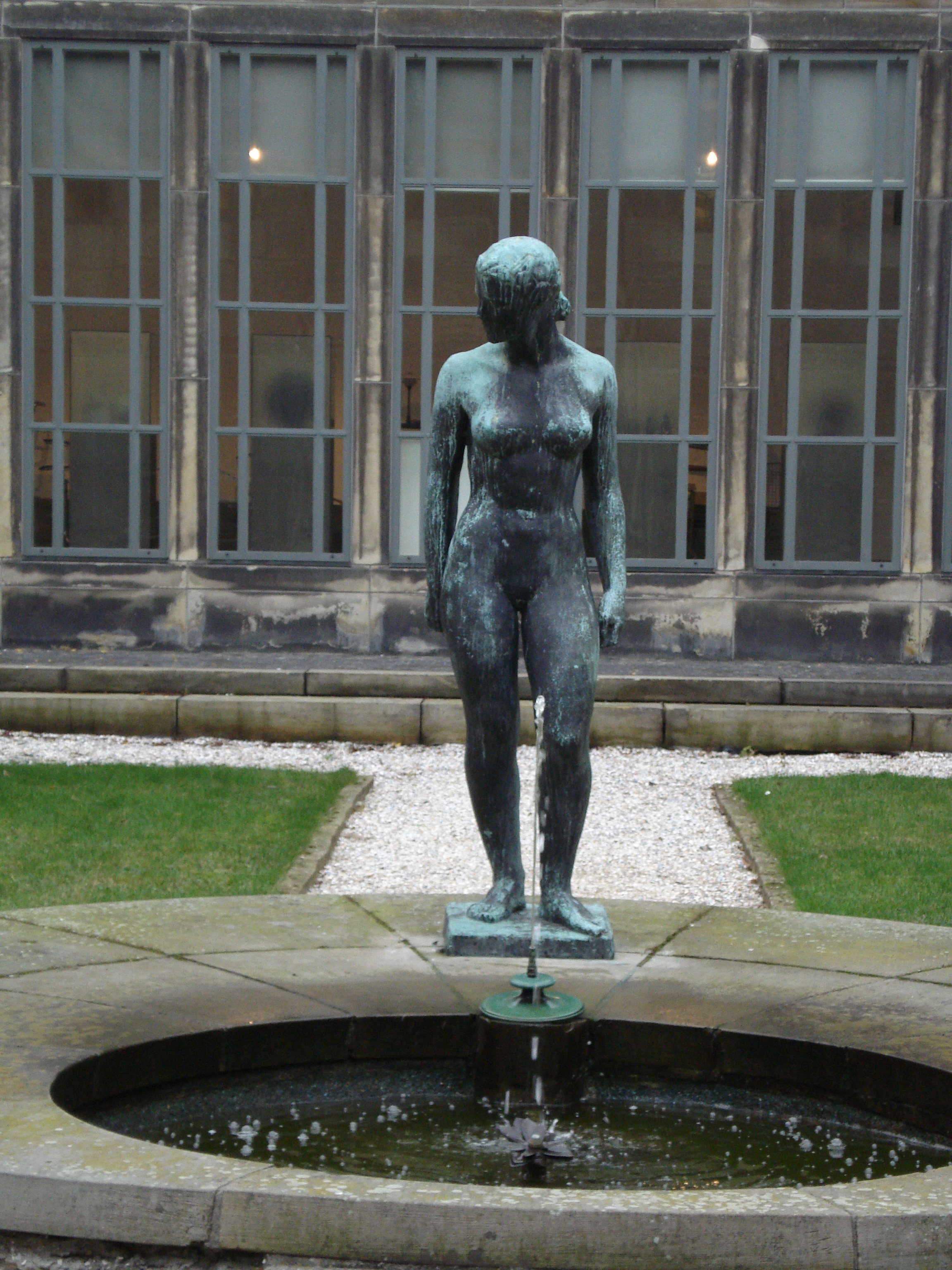
Skulptur Assia (1937) von Charles Despiau in Rotterdam/Niederlande

 Assia Granatouroff  (* 6. Oktober 1911 in Perwomajsk (Mykolajiw), Russisches Kaiserreich; † 17. Mai 1982 in Paris, Frankreich) war ein russisch-französisches Model und eine Filmschauspielerin. Sie war eines der bekanntesten Pariser Models der Zwischenkriegszeit.

## Leben und Werk
Granatouroff war die Tochter von Ezekiel und Mekam Granaturov. Als sie drei Jahre alt war, wanderte ihr Vater wegen der antijüdischen Maßnahmen Nikolaus II.  in die USA aus und lebte dann in Paris, wohin sie im Alter von 10 Jahren mit ihrer Mutter und ihren Geschwistern folgte. Mit 16 Jahren zog sie in das Quartier du Montparnasse und schloss sich dort der berühmten kreativen Gemeinschaft an. Zunächst entwarf sie Textilmuster und begann 1930 ohne Wissen ihrer Eltern als Model für Fotografen, Maler und Bildhauer zu arbeiten.

## Arbeit mit Malern, Bildhauern und Fotografen
Mit ihr arbeiteten Bildhauer wie Charles Despiau, Aristide Maillol, Paul Belmondo, Chana Orloff, aber auch die Maler und Fotografen wie Aram Alban, Laure Albin-Guillot, Rogi André, Aurel Bauh, André Derain, Kees van Dongen, Marcel Gromaire, Nora Dumas, Rémy Duval, Moishe Kisling, Germaine Krull, Ergy Landau, Harry Meerson, Jean Moral, Roger Parry, Roger Schall, Emmanuel Sougez, Suzanne Valadon und Dora Maar.
In den 1930er Jahren hatte der fotografische Akt in einigen Publikationen ein gewisses Maß an künstlerischer Seriosität erlangt, aber Dora Maar produzierte die Porträts von Granatouroff mit einem Grad an gewagter Erotik, die ihnen auch einen Platz neben Texten in Fantasy-Magazinen einbrachte.
Granatouroff stellte sich Ende 1932 in Despiaus Atelier vor, wo sie für mehr als drei Jahre mit ein oder zwei Sitzungen pro Woche für ihn posierte. Die Auflage von zehn Exemplaren der lebensgroßen Version von ihr, Assia, wurde der Gießerei Rudier für die Abgüsse anvertraut. 1936 wurde Despiaus in den Ausschuss berufen, der für die Außenbereichsplanung der Weltfachausstellung Paris 1937 zuständig war. Dort waren einige seiner Werke zu sehen, darunter auch die Statue Assia. Auf der Ausstellung Meister der freien Kunst wurde eine Bronzestatue am 15. Oktober 1941 von dem österreichischen Kunsthändler Friedrich Welz direkt bei Eugène Rudier für die Landesgalerie Salzburg erworben. Die Statue wurde 1946 im Park von Schloss Leopoldskron bei Salzburg gefunden, dann in die Zentrale Sammelstelle in Wien überführt und nach Frankreich zurückgebracht, wo sie per Dekret des Ministeriums für nationale Bildung vom 21. Oktober 1955 im Nationalmuseum für moderne Kunst im Musée des Beaux-Arts (Dijon) aufbewahrt wurde.
Granatouroff war ein derzeit ungewöhnliches Model, da sie als eines der ersten Models sich bereit erklärte, nicht nur ohne Kleidung zu posieren, sondern auch ihr Gesicht nicht zu verstecken. Diese Tätigkeit war so erfolgreich, dass es ihre Theater- und Filmkarriere finanzierte.

## Tätigkeiten während des Zweiten Weltkrieges und danach
Sie arbeitete als Schauspielerin am Théâtre du Vieux-Colombier und wirkte 1935 in dem Film „Dark Eyes“ von Víctor Tourjansky mit. Ihre Schauspielkarriere konnte sie jedoch nicht fortsetzen, da der Krieg begann und sie sich vor den Nationalsozialisten verstecken musste. Sie floh nach Marseille, wurde aber von der Gestapo festgenommen. Sie konnte jedoch fliehen und während der Invasion Frankreichs durch die Deutschen arbeitete sie für die Résistance. Sie kürzte ihren Nachnamen auf Granatour, um ihn französischer klingen zu lassen.
Nach dem Krieg ließ sie sich 1949 von ihrem Mann scheiden. Um 1950 schuf sie esoterische Kompositionen auf der Grundlage von getrockneten Blumen und eine Reihe von Wandteppichen, die von Tarotfiguren inspiriert waren. Sie starb 1982 an Krebs.
Der französische Fotograf Christian Bouqueret widmete ihr das Buch Assia sublime model.

## Filmografie (Auswahl)
- 1935: Black Eyes
- 1936: Mayerling
- 1936: Jeunesse d'abord
- 1936: Haut comme trois pommes
- 1937: Monsieur Bégonia
- 1937: Social Police
- 1937: My Aunts and I
- 1940: They Met on Skis